# Michael Akam
Michael Edwin Akam FRS (Bromley, 19 de junho de 1952) é um zoólogo britânico.
É membro da Associação Americana para o Avanço da Ciência.

## Obras
- Michael Akam (Ed.), The evolution of developmental mechanisms, Issue 1, Company of Biologists, 1994, ISBN 978-0-948601-43-9